# 马尔伦戈
马尔伦戈（義大利語：Marlengo）是意大利博尔扎诺-上阿迪杰自治省的一个市镇。总面积12平方公里，人口2488人，人口密度207.3人/平方公里（2009年）。ISTAT代码为021048。

## 友好城市
- 德国 盖尔恩豪森
- 奥地利 大格洛克纳山麓卡尔斯